# La Colonia, Veracruz
La Colonia är en ort i Mexiko.   Den ligger i kommunen Papantla och delstaten Veracruz, i den sydöstra delen av landet, 210 km öster om huvudstaden Mexico City. La Colonia ligger 65 meter över havet och antalet invånare är 133.
Terrängen runt La Colonia är platt norrut, men söderut är den kuperad. Runt La Colonia är det ganska tätbefolkat, med 104 invånare per kvadratkilometer. Närmaste större samhälle är Agua Dulce, 15,7 km norr om La Colonia. Omgivningarna runt La Colonia är en mosaik av jordbruksmark och naturlig växtlighet.